# إدوارد فيلدنغ
إدوارد فيلدنغ (بالإنجليزية: Edward Fielding)‏ مواليد 19 مارس 1875 في بروكلين، نيويورك، الولايات المتحدة - الوفاة 10 يناير 1945 في بيفرلي هيلز، الولايات المتحدة، هو ممثل أمريكي بدأ مسيرته الفنية سنة 1905. شارك في قرابة 80 فيلما. امتدت مسيرته الفنية لأكثر من 40 عاما.

## الأعمال
- ريبيكا
- كل هذا والجنة أيضا
- كيتي فويل
- زهور وسط الغبار
- احتضن الفجر العائد
- الشك
- كبرياء اليانكيز
- حصاد عشوائي
- مدام كوري
- أنشودة بيرناديت
- ويلسون
- ميدالية لبيني
- المسحورة
- غارة العقيد إفنغهام

## روابط خارجية
- إدوارد فيلدنغ على موقع IMDb (الإنجليزية)
- إدوارد فيلدنغ على موقع ألو سيني (الفرنسية)
- إدوارد فيلدنغ على موقع أول موفي (الإنجليزية)
- إدوارد فيلدنغ على موقع قاعدة بيانات برودواي على الإنترنت (الإنجليزية)
- إدوارد فيلدنغ على موقع قاعدة بيانات الأفلام السويدية (السويدية)
- إدوارد فيلدنغ على موقع قاعدة بيانات الفيلم (الإنجليزية)
- إدوارد فيلدنغ على موقع كينوبويسك (الروسية)